# صفحه اوراسیا

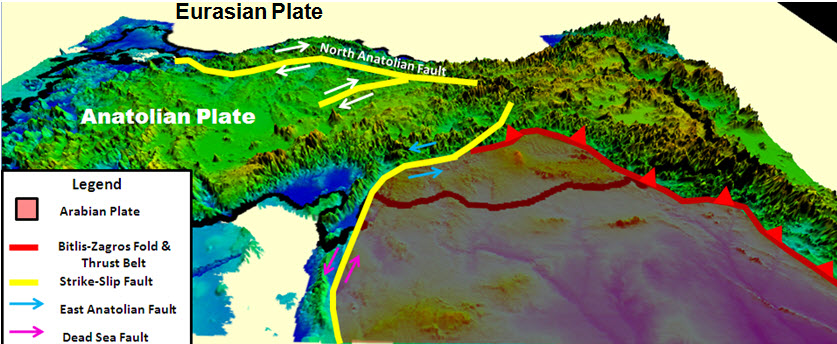
صفحات اوراسیا و آناتولی

صفحهٔ اوراسیا (به انگلیسی: Eurasian Plate) صفحه‌ای تکتونیکی است. شبه‌قارهٔ عربستان، شبه‌قارهٔ هند و شرق رشته‌کوه چرسکی در سیبری شرقی از جمله مناطق درخور توجهی هستند که جزئی از صفحهٔ اوراسیا به‌شمار نمی‌آیند. این صفحه همچنین شامل پوستهٔ اقیانوسی نیز می‌باشد که از غرب به پشته میانی اقیانوس اطلس و از شمال به پشتهٔ گاکل محدود می‌شود.
وقتی به نقشه صفحات زمین نگاه می‌کنیم به وضوح می‌بینیم که مرز زمین‌شناسی ای بین اروپا و آسیا وجود ندارد به عبارتی آسیا و اروپا به صورت اوراسیا با هم ترکیب شده‌اند. در این میان بخشی از شرق روسیه هم بر روی صفحهٔ آمریکای شمالی قرار دارد، هند بر روی صفحه هند قرار دارد و شبه جزیره عربستان بر روی صفحهٔ عربی قرار گرفته.
اورال برای نسل‌های انسان به عنوان نشانگر بین اروپا و آسیا محسوب می‌شده‌است اما واقعیت این است که این تقسیم‌بندی طبیعی توده‌های خشکی نیست. علاوه بر این، کوه‌های اورال خیلی به سمت جنوب کشیده نشده‌اند و در دریای کاسپین خیلی کوتاه می‌شوند. در نتیجه این که منطقه قفقاز جزو قاره اروپا است یا آسیا موضوعی مبهم است (به عنوان مثال بالاخره معلوم نیست که گرجستان، ارمنستان و آذربایجان در آسیا هستند یا اروپا).